# Svenska inomhusmästerskapen i friidrott 2007
Svenska inomhusmästerskapen i friidrott 2007 var uppdelat i  
- Stora Inne-SM den 24 och 25 februari i Göteborg samt
- Inne-SM Mångkamp den 10 och 11 februari i Höghammarhallen i Bollnäs, arrangörsklubb Bollnäs FIK.

Tävlingen var det 42:a svenska inomhusmästerskapet.

## Medaljörer, resultat

### Herrar
| Gren                 | Guld             | Guld                                                                 | Guld    | Silver            | Silver                                                           | Silver  | Brons               | Brons                                                             | Brons   |
| 60 meter             | Johan Engberg    | IF Göta                                                              | 6,80    | Stefan Tärnhuvud  | Sundsvalls FI                                                    | 6,81    | Christofer Sandin   | Ullevi FK                                                         | 6,88    |
| 200 meter            | Johan Wissman    | IFK Helsingborg                                                      | 21,26   | Erik Karlsson     | IFK Växjö                                                        | 21,82   | Christofer Sandin   | Ullevi FK                                                         | 22,07   |
| 400 meter            | Thomas Nikitin   | Spårvägens FK                                                        | 47,83   | Andreas Mokdasi   | Hässelby SK                                                      | 48,25   | Niklas Larsson      | Hässelby SK                                                       | 48,80   |
| 800 meter            | Mattias Claesson | Hässelby SK                                                          | 1:51,84 | Fredrik Karlsson  | Hammarby IF                                                      | 1:52,79 | Albin Johansson     | Hässelby SK                                                       | 1:53,62 |
| 1 500 meter          | Rizak Dirshe     | Malmö AI                                                             | 3:50,71 | Henrik Skoog      | Spårvägens FK                                                    | 3:54,64 | Ken Pihlblad        | Malmö AI                                                          | 3:54,84 |
| 3 000 meter          | Erik Sjöqvist    | Enhörna IF                                                           | 8:11,13 | Fredrik Uhrbom    | Spårvägens FK                                                    | 8:22,29 | Alexander Söderberg | Spårvägens FK                                                     | 8:30,31 |
| 60 meter häck        | Robert Kronberg  | IF Kville                                                            | 7,59    | Joakim Blaschke   | KA 2 IF                                                          | 7,87    | Rafael Askros       | Ullevi FK                                                         | 8,01    |
| 4 x 200 meter        | IF Göta          | Johan Engberg, Simon Johansson, Fredrik Johansson, Christian Sjöberg | 1:26,10 | Ullevi FK         | Josua Gustafsson, Christofer Sandin, Carl Dahllöf, Rafael Askros | 1:28,53 | Spårvägens FK       | Viktor Granholm, David Fridell, Mattias Sunneborn, Thomas Nikitin | 1:29,35 |
| Höjdhopp             | Stefan Holm      | Kils AIK                                                             | 2,38    | Linus Thörnblad   | Malmö AI                                                         | 2,38    | Mehdi Alkhatib      | SoIK Hellas                                                       | 2,16    |
| Stavhopp             | Fredrik Skoglund | IFK Lidingö                                                          | 5,18    | Gustaf Hultgren   | Örgryte IS                                                       | 5,08    | Marcus Lindh        | KA 2 IF                                                           | 4,98    |
| Längdhopp            | Robert Bagge     | Mölndals AIK                                                         | 7,46    | David Frykholm    | Malmö AI                                                         | 7,44    | Erik Henrysson      | KFUM Örebro                                                       | 7,03    |
| Tresteg              | Erik Eriksson    | Örbyhus IF                                                           | 15,56   | Johan Attersand   | Hammarby IF                                                      | 15,20   | Mattias Ström       | Örgryte IS                                                        | 14,56   |
| Kula                 | Nick Fertitta    | IF Göta                                                              | 17,38   | Manuel Brändeborn | Råby-Rekarne FIF                                                 | 16,67   | Axel Härstedt       | IK Finish                                                         | 16,29   |
| Viktkastning 18,0 kg | Bengt Johansson  | Västerås FK                                                          | 18,46   | Robert Alneroth   | Gefle IF                                                         | 17,64   | Mårten Ejdervall    | IF Göta                                                           | 16,37   |
| Sjukamp              | Nicklas Wiberg   | FIK Kalmarsund                                                       | 5 685   | Odd Wiking        | IFK Växjö                                                        | 5 290   | Björn Barrefors     | Hammarby IF                                                       | 5 173   |

### Damer
| Gren                 | Guld                      | Guld                                                            | Guld    | Silver                    | Silver                                                    | Silver  | Brons              | Brons                                                  | Brons   |
| 60 meter             | Emma Rienas               | IF Göta                                                         | 7,39    | Lena Berntsson            | Ullevi FK                                                 | 7,44    | Julia Skugge       | Glanshammars IF                                        | 7,61    |
| 200 meter            | Maria Gustafsson          | Råby-Rekarne FIF                                                | 24,50   | Nina Runvik               | Malmö AI                                                  | 24,75   | Moa Hjelmer        | Spårvägens FK                                          | 25,05   |
| 400 meter            | Pernilla Tornemark        | Malmö AI                                                        | 55,13   | Sofia Hellberg Jonsén     | Hammarby IF                                               | 55,19   | Lotta Lindsén      | Turebergs FK                                           | 55,23   |
| 800 meter            | Sofia Öberg               | IFK Lidingö                                                     | 2:09,05 | Elin Wiik                 | Hässelby SK                                               | 2:09,98 | Carolina Nylén     | Täby IS                                                | 2:10,04 |
| 1 500 meter          | Kajsa Haglund             | Hässelby SK                                                     | 4:24,16 | Ulrika Johansson (Flodin) | Rånäs 4H                                                  | 4:26,02 | Marlin Brown       | Spårvägens FK                                          | 4:27,57 |
| 3 000 meter          | Ulrika Johansson (Flodin) | Rånäs 4H                                                        | 9:36,93 | Anneli Fransson           | Rånäs 4H                                                  | 9:42,68 | Christina Lindblom | Hässelby SK                                            | 9:43,27 |
| 60 meter häck        | Susanna Kallur            | Falu IK                                                         | 7,99    | Carolina Klüft            | IFK Växjö                                                 | 8,30    | Emma Hansson       | Malmö AI                                               | 8,56    |
| 4 x 200 meter        | Malmö AI                  | Nina Runvik, Malin Olsson, Pernilla Tornemark, Natalie Jägerdal | 1:39,64 | IF Göta                   | Emma Rienas, Linnea Norrman, Julia Mlakar, Elin Lundqvist | 1:41,24 | Spårvägens FK      | Anna Sunneborn, Sara Gelin, Gladys Bamane, Moa Hjelmer | 1:44,72 |
| Höjdhopp             | Emma Green                | Örgryte IS                                                      | 1,94    | Ebba Jungmark             | Mölndals AIK                                              | 1,86    | Carolina Klüft     | IFK Växjö                                              | 1,84    |
| Stavhopp             | Hanna-Mia Persson         | Örgryte IS                                                      | 4,27    | Maria Rendin              | Örgryte IS                                                | 4,19    | Linda Berglund     | IFK Växjö                                              | 4,03    |
| Längdhopp            | Daniela Lincoln Saavedra  | Malmö AI                                                        | 6,31    | Erica Jarder              | Väsby IK                                                  | 6,16    | Josefin Svensson   | Hjortens SK                                            | 5,83    |
| Tresteg              | Sara Brankell             | Mölndals AIK                                                    | 12,95   | Erica Jarder              | Väsby IK                                                  | 12,64   | Kajsa Levin        | Mölndals AIK                                           | 12,54   |
| Kula                 | Helena Engman             | Riviera FI                                                      | 17,46   | Linda Nestorsson          | Ullevi FK                                                 | 15,26   | Carolina Hjelt     | Huddinge AIS                                           | 14,76   |
| Viktkastning 10,0 kg | Tracey Andersson          | IFK Trelleborg                                                  | 18,18   | Cecilia Nilsson           | Råby-Rekarne FIF                                          | 17,51   | Marie Hilmersson   | Falu IK                                                | 17,14   |
| Femkamp              | Ellinor Rosenquist        | IK Norrköping Friidrott                                         | 3 956   | Ellinore Hallin           | Enköpings AIF                                             | 3 803   | Jennie Hurkmans    | Turebergs FK                                           | 3 685   |

### Fotnoter
1. 1 2 3 4 5 6 7 8 9 10 11 12 13 14 15 16 17 18 19 20 21 22 23 24 25 26 27 28  ”Stora inne-SM 2007, resultat” (htm). idrottonline.se. http://idrottonline.se/SvenskaFriidrottsforbundet/globalassets/goteborgs-friidrottsforbund/dokument/resultat-och-statistik/resultatarkiv/2007/070225ism.htm. Läst 12 april 2015.
2. 1 2  ”SM mångkamp 2007, resultat”. bollnasfik.com. Arkiverad från originalet den 12 april 2015. https://web.archive.org/web/20150412195036/http://www.bollnasfik.com/ism/resultat.php. Läst 6 april 2015.